# پانتسوایلر
پانتسوایلر (به آلمانی: Panzweiler) یک شهر در آلمان است که در کوخم-تسل واقع شده‌است. پانتسوایلر ۲۵۶ نفر جمعیت دارد.